# Кастеллет (Стокгольм)
Кастеллет (швед. Kastellet — «цитадель») — цитадель, расположенная на острове Кастельхольмен в центре Стокгольма, Швеция.

## История
Первое укрепление на этом месте было построено в 1667 году по проекту генерал-губернатора и фельдмаршала Эрика Дальберга (1625—1703). В 1676 году Дальберг был назначен генеральным министром укреплений Королевства Швеция. После того, как флот был перебазирован в Карлскруну в 1680 году, замок пришел в упадок.
Замок был уничтожен в июне 1845 года и был вновь построен в 1846-1848 годах офицером и архитектором Фредриком Бломом (1781—1853). Он представлял собой круглую башню со стенами из красного кирпича и лестничные башни высотой 20 метров (66 футов).
Замок восстановил свою оборонительную функцию во время Второй мировой войны, когда он стал частью системы противовоздушной обороны Стокгольма. Позже башня и авиационная батарея были оснащены скорострельными зенитными орудиями. Шведская школа береговой артиллерийской подготовки покинула Кастеллет только в 1990 году. На вершине замка каждый день поднимается и опускается шведский флаг, свидетельствующий о том, что в стране царит мир. 17 мая 1996 года, в День Конституции Норвегии, норвежские эмигранты водрузили над замком норвежский флаг.